# Manfred Günther (Fußballspieler, 1938)
Manfred Günther (* 31. August 1938) ist ein ehemaliger deutscher Fußballspieler.

## Sportlicher Werdegang
Günther begann seine Karriere beim ASV Bergedorf 85, für den er in der Oberliga Nord auflief. 1962 wechselte er nach 34 Ligaspielen, in denen er drei Tore erzielt hatte, zur TSG Ulm 1846, die in die Oberliga Süd aufgestiegen war. Mit seinem neuen Klub belegte er nach jeweils zehn Saisonsiegen, Unentschieden und Niederlagen den achten Tabellenrang in der abschließenden Spielzeit der Süd-Oberliga; dabei hatte er in 16 Spielen ein Tor erzielt. Es folgten noch zwei Spielzeiten in der nach der Einführung der Bundesliga neu etablierten zweitklassigen Regionalliga Süd, ehe er nach 57 Regionalliga-Spielen mit dem Klub den Gang in die Drittklassigkeit antreten musste. Zwischenzeitlich zum Mannschaftskapitän aufgestiegen, blieb er dem Klub treu. 